# فرودگاه بوتاره
فرودگاه بوتاره (به انگلیسی: Butare Airport) یک فرودگاه همگانی با کد یاتا BTQ است که یک باند فرود آسفالت دارد و طول باند آن ۸۶۰ متر است. این فرودگاه در کشور رواندا قرار دارد و در ارتفاع ۱۷۶۸ متری از سطح دریا واقع شده‌است.